# Lobet Gott in seinen Reichen, BWV 11
Lobet Gott in seinen Reichen, BWV 11 (Lloeu el Senyor en son Reialme), és un oratori de Johann Sebastian Bach, per a la festa de l'Ascensió estrenat a Leipzig el 19 de maig de 1735.

## Origen i context
El fet que aquesta obra es consideri un oratori i no una cantata no és una qüestió de terminologia, sinó de contingut, ja que, a diferència de les cantates, explica una història, en aquest cas l'Ascensió de Jesús, situada quaranta dies després de Pasqua, i que es commemora el dijous següent al cinquè diumenge després de Pasqua.
Per aquesta festa es conserven un total de quatre obres, que per ordre cronològic són la BWV 37, BWV 128 i la BWV 43 i aquesta BWV 11, l'última de les quals té una rellevància especial i el mateix Bach intitulà la partitura original Himmelfarths-Oratorium. L'autor del text podria ser Christian Friedrich Henrici conegut per Picander, que fou un col·laborador habitual de Bach, i entre altres obres és l'autor del llibret de la Passió segons Sant Mateu, BWV 244. Descriu la història de l'Ascensió a partir de l'Evangeli  de Lluc (24, 50-52), de Marc (16, 19) i dels Fets dels Apòstols (1, 9-12).

## Anàlisi
Obra escrita per a soprano, contralt, tenor, baix i cor; tres trompetes, dues flautes travesseres, dos oboès, timbals, corda i baix continu. Consta de nou números, que estan organitzats d'una manera equilibrada: dues intervencions del cor en els extrems i un coral al centre, per tal de separar les dues parts en què s'interpretava, abans i després del sermó. Tot sembla indicar que Bach emprà materials previs de cantates profanes perdudes.
1. Cor: Lobet Gott in seinen Reichen (Lloeu el Senyor en son Reialme)
2. Recitatiu (tenor): Der Herr Jesus hub seine Hände (El Senyor Jesús, alçant les mans)
3. Recitatiu (baix): Ach, Jesu, ist dein Abschied schon so nah? (Ah, Jesús! Tan imminent és la teva marxa?)
4. Ària (contralt): Ach, bleibe doch, mein liebstes Leben (Ah, queda´t, vida meva!)
5. Recitatiu (tenor): Und ward aufgehoben zusehends und fuhr auf gen Himme (I davant els seus ulls, va ser elevat cap al Cel)
6. Coral: Nun lieget alles unter dir (Tot, excepte tu mateix)
7. Tres recitatius (tenor i baix, contralt, i tenor): Und da sie ihm nachsahen (I mentre el veien pujar cap al Cel); Ach ja! so komme bald zurück (Ah! Torna aviat, doncs!); Sie aber beteten ihn an, wandten um gen Jerusalem von dem Berge (Ells l'adoraren i tornaren a Jerusalem)
8. Ària (soprano): Jesu, deine Gnadenblicke (Jesús, la teva mirada sagrada)
9. Coral: Wenn soll es doch geschehen (Quan s'esdevindrà, doncs?)

El número inicial és un cor de grans proporcions amb una instrumentació molt rica, tres trompetes, timbals, parelles d'oboès i de flautes amb la corda, que s'assembla a l'Oratori de Nadal, BWV 248 coetani. Després d'un preludi instrumental concertant, apareixen quatre episodis corals entretallats. En el següent recitatiu de tenor, l'evangelista evoca l'última benedicció als apòstols, citant Lluc 24, 50-51, en un estil que recorda l'evangelista de les Passions; el recitatiu del baix, expressa l'amargura dels apòstols que se senten abandonats. L'ària de contralt, número 4, acompanyada dels violins i el continu, és molt coneguda, ja que Bach la utilitza també a l'Agnus Dei de la Missa en si menor, BWV 232. Seguint el costum d'encomanar el paper d'evangelista al tenor, aquest s'encarrega del número precedent a coral que tanca la primera part, i donava pas al sermó; el text fa referència a l'Ascensió, seguint els Fets dels Apòstols, i a què Jesús seu a la dreta del Senyor (Marc 16,19). La segona part comença amb tres recitatius seguits, número 7, en el primer l'evangelista comenta l'aparició de dos homes de blanc (dos àngels), que canten en el duet següent, de tenor i baix; el recitatiu de contralt, acompanyat de les dues flautes, precedeix l'última intervenció del tenor que relata el retorn dels deixebles a Jerusalem. L'ària de soprano, número 8, prové d'una cantata nupcial, té un acompanyament en trio, dues flautes i un oboè, gens habitual, que dona a la peça una sensació de suspensió i ingravidesa, d'acord amb la festa centrada en l'ascensió. El número final per a cor i orquestra, que al començament semblen molt allunyats un de l'altre, es van acoblant magistralment, de manera que Bach fa una síntesi entre el dolor de la separació i la joia de l'Ascensió. Té una durada d'una mitja hora.

## Discografia seleccionada
- J.S. Bach: Das Kantatenwerk. Sacred Cantatas Vol. 1. Nikolaus Harnoncourt, Wiener Sängerknaben & Chorus Viennensis, Hans Gillesberger (director del cor), Concentus Musicus Wien, Paul Esswood, Kurt Equiluz, Max van Egmond. (Teldec), 1994.
- J.S. Bach: The complete live recordings from the Bach Cantata Pilgrimage. CD 20: St Giles' Cripplegate, Londres; 10 de maig de 2012. John Eliot Gardiner, Monteverdi Choir, English Baroque Soloists, Leneke Ruiten, Meg Bragle, Andrew Tortise, Dietrich Henschel. (Soli Deo Gloria), 2013.
- J.S. Bach: Complete Cantatas Vol. 20 . Ton Koopman, Amsterdam Baroque Orchestra & Choir, Sandrine Piau, Bogna Bartosz, James Gilchrist, Klaus Mertens. (Challenge Classics), 2007.
- J.S. Bach: Easter Oratorio, Ascension Oratorio. Masaaki Suzuki, Bach Collegium Japan, Yukari Nonoshita, Patrick Van Goethem, Jan Kobow, Chiyuki Urano. (BIS), 2004.
- J.S. Bach: Cantatas for the Complete Liturgical Year Vol. 10. Sigiswald Kuijken, La Petite Bande, Sin Thombil, Peta Noskaiova, Christoph Genz, Jan van der Crabben. (Accent), 2009.
- J.S. Bach: Cantatas BWV 11 & 249. Gustav Leonhardt, Choir & Orchestra of the Age of Enlightenment, Monika Frimmer, Ralf Popken, Christoph Prégardien, David Wilson-Johnson. (Philips), 1993.
- J.S. Bach: Himmelfahrts-Oratorium. Philippe Herreweghe, Collegium Vocale Gent, Barbara Schlick, Catherine Patriasz, Christoph Prégardien, Peter Kooy. (Harmonia Mundi), France 1993.